# Ron Miller (Songwriter)
Ronald Norman Miller (* 1933 in Chicago, USA; † 23. Juli 2007 in Santa Monica, Kalifornien) war ein US-amerikanischer Songschreiber und Musikproduzent.

## Leben
Ron Miller machte sich in den 1960er und 1970er Jahren mit seiner Arbeit für das Label Motown einen Namen. Sein größter Erfolg war der Song For Once in My Life, den er 1968 für Stevie Wonder textete. Außerdem schrieb Miller auch Songs für Frank Sinatra, Judy Garland und Ella Fitzgerald.
Miller und seine Frau Aurora Miller hatten zusammen sechs Kinder. Ron Miller war an Krebs und einem Lungenemphysem erkrankt und starb  infolge eines Herzinfarkts.